# Sachalin (Piotrków Pierwszy)
Sachalin – przysiółek wsi Piotrków Pierwszy w województwie lubelskim, w powiecie lubelskim, w gminie Jabłonna. Leży przy Drodze Wojewódzkiej 836. 
Przysiółek wchodzi w skład sołectwa Piotrków Pierwszy.
W latach 1975–1998 Sachalin należał administracyjnie do województwa lubelskiego.
Do 31 grudnia 2015 samodzielna wieś.
Znajduje się tu sześć gospodarstw położonych przy drodze. 